# Boho-Chic
Boho-Chic, auch Ibiza-Stil, bezeichnet einen Modestil, der auf diversen Einflüssen vor allem der Hippies und der Bohème basiert und auf einem Höhepunkt Ende 2005 mit der Schauspielerin Sienna Miller und dem Model Kate Moss in England (als bobo chic) sowie mit der Schauspielerin und Geschäftsfrau Mary-Kate Olsen in den USA assoziiert war. Er war seit den frühen 1990er Jahren zu sehen und tauchte, obwohl zeitweise abflauend, wiederholt in verschiedenen Erscheinungsformen auf.
Viele Elemente des Boho-Chic waren in den späten 1960er Jahren populär, einige datieren viel weiter zurück und werden beispielsweise mit den Präraffaeliten des mittleren und späten 19. Jahrhunderts assoziiert.

## Begriffserklärung

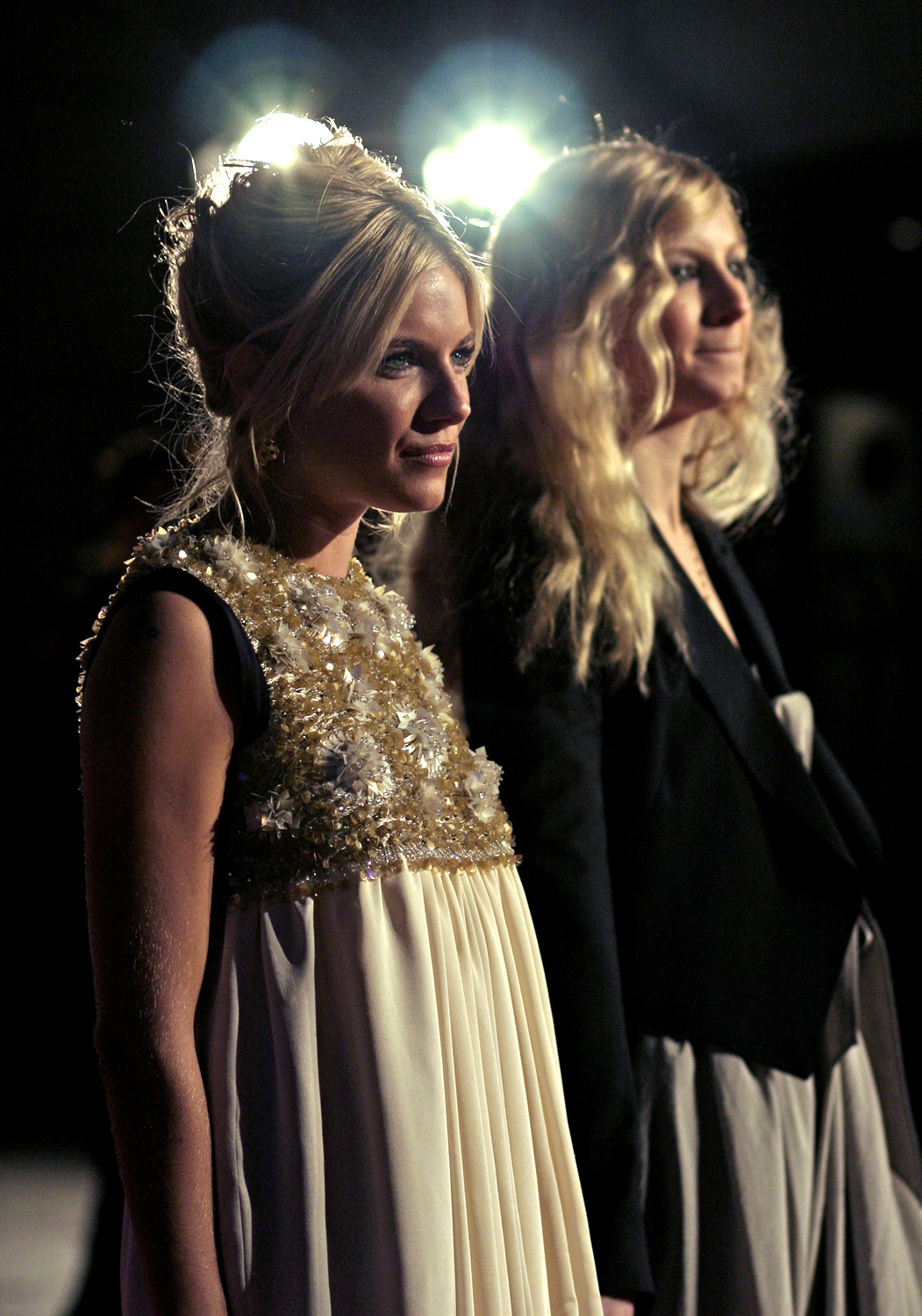
Die stilbildende Sienna Miller (links) in einem Babydoll-Outfit von Balenciaga bei einer Londoner Filmpremiere mit ihrer Schwester im Jahr 2007

Boho ist eine Abkürzung für die Boheme und das darauf bezogene englische Adjektiv bohemian. Chic steht als Lehnwort aus dem Französischen im Deutschen in der Schreibung schick für modisch und elegant.

## Elemente
Der Boho-Stil, der sich zum Teil aus Hippie-Stilen der mittleren und späten 1960er Jahre zusammensetzt, wurde besonders populär durch Sienna Millers Auftritt beim Glastonbury Festival im Jahr 2004, wo sie etwa im gerafften Kurzkleid mit locker sitzendem Nieten-Hüftgürtel oder in Jeans-Hotpants und mit Panama-Hut erschien, obwohl einige Merkmale bereits durch 2003 von ihr aufgenommene Fotos und von anderen, die in und um den Londoner Stadtteil North Kensington lebten, sichtbar wurden.
Bis Sommer 2005 war Boho allgegenwärtig in Teilen Londons und hielt Einzug in fast jede britische Einkaufsstraße. Seine Anhänger wurden gelegentlich als „Siennas“ bezeichnet, das galt teilweise sogar für Sienna Miller selbst, wenn beispielsweise von ihrer „Sienna-ishness“ die Rede war (Zitat: Jessica Brinton in der Sunday Times, 2007). Zu den Merkmalen des Stils gehören weit geschnittene, meist lange und weiße Röcke, Pelzjacken, bestickte Tuniken, kurz geschnittene Jacken, große Gürtel, Stiefel aus Schafleder und Cowboystiefel, aufgebauschte Cardigans und „hobo bags“ (Taschen obdachloser Wanderarbeiter) genannte Handtaschen. Die Nachfrage nach dem Modestil war so groß, dass im folgenden Jahr Vorwürfe an einige Lieferanten bezüglich des Einsatzes von Kinderarbeit bei der Produktion von Stickereiarbeiten zur Bedarfsdeckung laut wurden. Fußlose Strumpfhosen oder Leggins, die Miller bevorzugte, führten mit zu einer Halbierung des Verkaufs von Kniestrümpfen in den Jahren 2003 bis 2007 in Großbritannien.

## Designer
Als Boho-Chic-Designer wurden unter anderem die britischen Modeschöpfer Matthew Williamson und Alice Temperley bezeichnet. Dem Stil entsprechend kreierte Williamson fließende Kleider mit Stickereien und Schmetterlingsmotiven.

## Boho-Trends

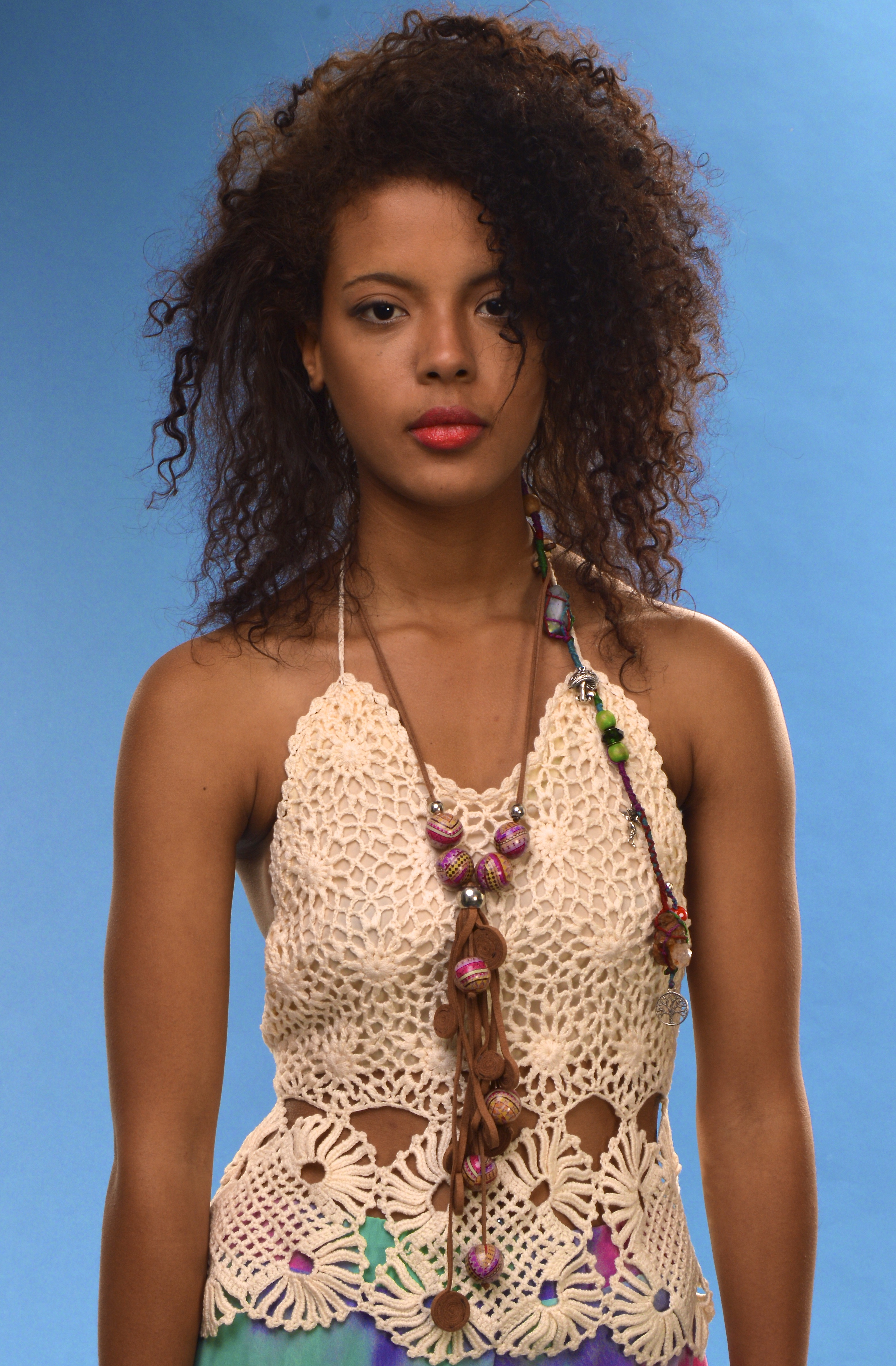
Boho Chic

### Sienna Miller in den frühen 2000er Jahren
Sienna Millers Beziehung und zeitweilige Verlobung mit dem Schauspieler Jude Law, mit dem sie zusammen in dem Film Alfie gespielt hatte, hielten sowohl sie als auch den Stil ihres Kleides in den Jahren 2004 und 2005 in den Schlagzeilen der Medien. Die Modezeitschrift Vogue brachte sie im Dezember 2004 als „the girl of the year“ (dt. Mädchen des Jahres) auf ihr Titelblatt. Später schien das Ende ihrer Beziehung zu Law (Juli 2005), die zwischen Ende 2009 und 2011 vorübergehend wieder auflebte, zu symbolisieren, dass auch der Boho-Chic seinen Höhepunkt überschritten hatte.